# 诺耶莱特
诺耶莱特（法語：Noyellette）是法国北部-加来海峡大区加来海峡省的一个市镇，属于阿拉斯区阿韦讷勒孔特县。该市镇2009年时的人口为173人。

## 人口
诺耶莱特人口变化图示
| 数据来源：INSEE |